# خاقان صاحب قران و علمای زمان
خاقان صاحب قران و علمای زمان کتابی به نویسندگی احمد کاظمی موسوی است که در سال ۱۳۹۹ توسط نشر آگاه به زبان فارسی منشتر شد. این کتاب در زمینه تاریخ بوده و در زمستان ۱۳۹۸ در فهرست نامزدهای دریافت جایزه کتاب سال قرار گرفت.
کتاب خاقان صاحب قران و علمای زمان به عنوان  کتاب شایسته تقدیر در سی و هفتمین دوره کتاب سال ایران  کتاب سال ایران  معرفی شد.
برگزیدگان و شایستگان تقدیر سی و هفتمین دوره کتاب سال روز در ۱۶ بهمن ۱۳۹۸ در تالار وحدت با حضور حسن روحانی، معرفی شدند.

## دربارهٔ کتاب
خاقان صاحب‌قران وعلمای زمان، نقش فتحعلی شاه قاجار در شکل‌گیری روندها ونهادهای مذهبی نو اثر احمد کاظمی موسوی را نشر آگاه چاپ کرده‌است.

## جوایز
- کتاب شایسته تقدیر در سی و هفتمین جشنواره کتاب سال جمهوری اسلامی ایران در سال ۱۳۹۸[۷]